# Avully
Avully (toponimo francese) è un comune svizzero di 1 763 abitanti del Canton Ginevra.

## Storia
Il comune di Avully è stato istituito nel 1800.

### Simboli
Lo stemma è stato adottato dal consiglio comunale l'8 marzo 1924 e approvato dal Consiglio di Stato il 25 marzo successivo riprendendo il blasone dei conti di Genevois a cui è stato aggiunto un capo in cui la fascia merlata rappresenta il castello di Epeisses.

## Monumenti e luoghi d'interesse

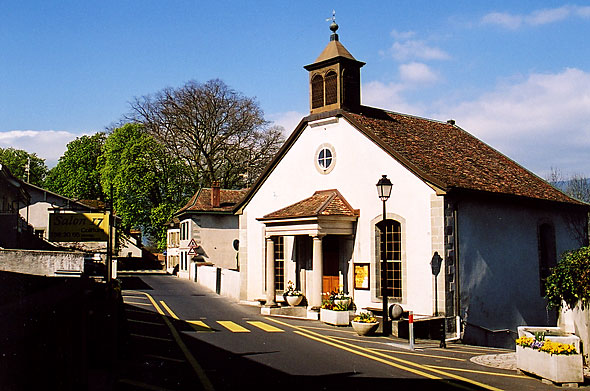
La chiesa riformata

- Chiesa riformata, eretta nel 1716[1].

## Società

### Evoluzione demografica
L'evoluzione demografica è riportata nella seguente tabella:
Abitanti censiti

## Amministrazione
Ogni famiglia originaria del luogo fa parte del comune patriziale che ha la responsabilità della manutenzione di ogni bene comune.